# Понтекањано (Салерно)
Понтекањано (итал. Pontecagnano) је насеље у Италији у округу Салерно, региону Кампанија.
Према процени из 2011. у насељу је живело 11211 становника. Насеље се налази на надморској висини од 34 м.